# 黑头山裸鼻雀
黑头山裸鼻雀（学名：Buthraupis montana），是雀形目唐纳雀科的一种鸟类，属于单型的黑头山裸鼻雀属（学名：Buthraupis）。
黑头山裸鼻雀体重约87.08克，翼长约12.87厘米，喙宽度约7.6毫米，喙厚度约9.8毫米，嘴峰长约22.1毫米，跗蹠长约32.4毫米，尾长约90.4毫米。
黑头山裸鼻雀是留鸟，栖息在森林，它们是杂食性动物，主要以昆虫、蜘蛛等陆生无脊椎动物为食。分布在哥伦比亚、委内瑞拉、厄瓜多尔、秘鲁和玻利维亚。